# Почётный гражданин Республики Бурятия

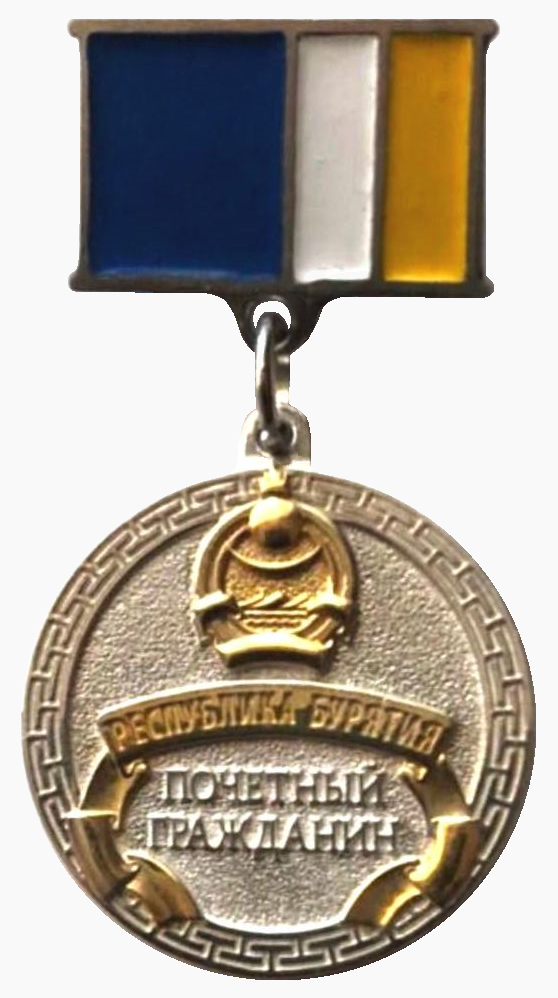
Нагрудный знак «Почётный гражданин Республики Бурятия»

Почётное звание «Почётный гражданин Республики Бурятия» (бур. "Буряад уласай хyндэтэ эрхэтэн") является высшей формой общественного признания за особые заслуги перед Республикой Бурятия, способствующие повышению авторитета Республики Бурятия в Российской Федерации и за рубежом. Учреждено в 2002 году

## История
Почётное звание может быть присвоено гражданам Российской Федерации:
- за героический подвиг, совершенный во имя Республики Бурятия и её жителей;
- за особые общепризнанные заслуги в области экономики, науки, культуры, искусства, спорта и иные заслуги во благо Республики Бурятия;
- за выдающиеся открытия, соответствующие уровню передовых достижений в мире и способствующие социально-экономическому развитию Республики Бурятия.

Гражданам, удостоенным почётного звания, Главой Республики или лицом, уполномоченным Главой, в торжественной обстановке вручается удостоверение и нагрудный знак установленного образца. Фамилии почётных граждан заносятся в Книгу почётных граждан Республики Бурятия.
Почётным гражданам Республики Бурятия предоставляются права и льготы предусмотренные Законом.